# Heilig-Kreuz-Kirche (Nikosia)

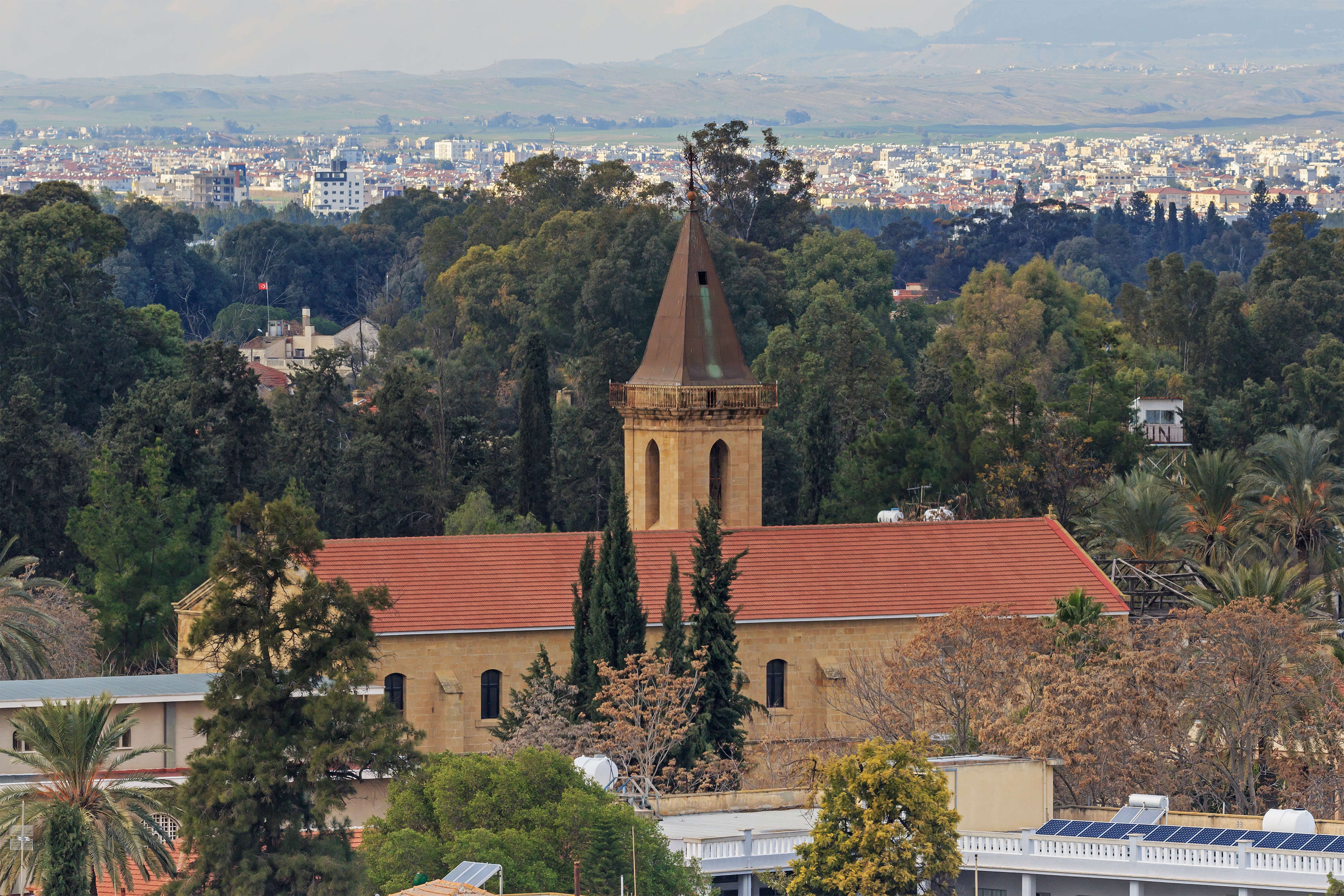
Heilig-Kreuz-Kirche (Sicht vom Shacolas Tower)

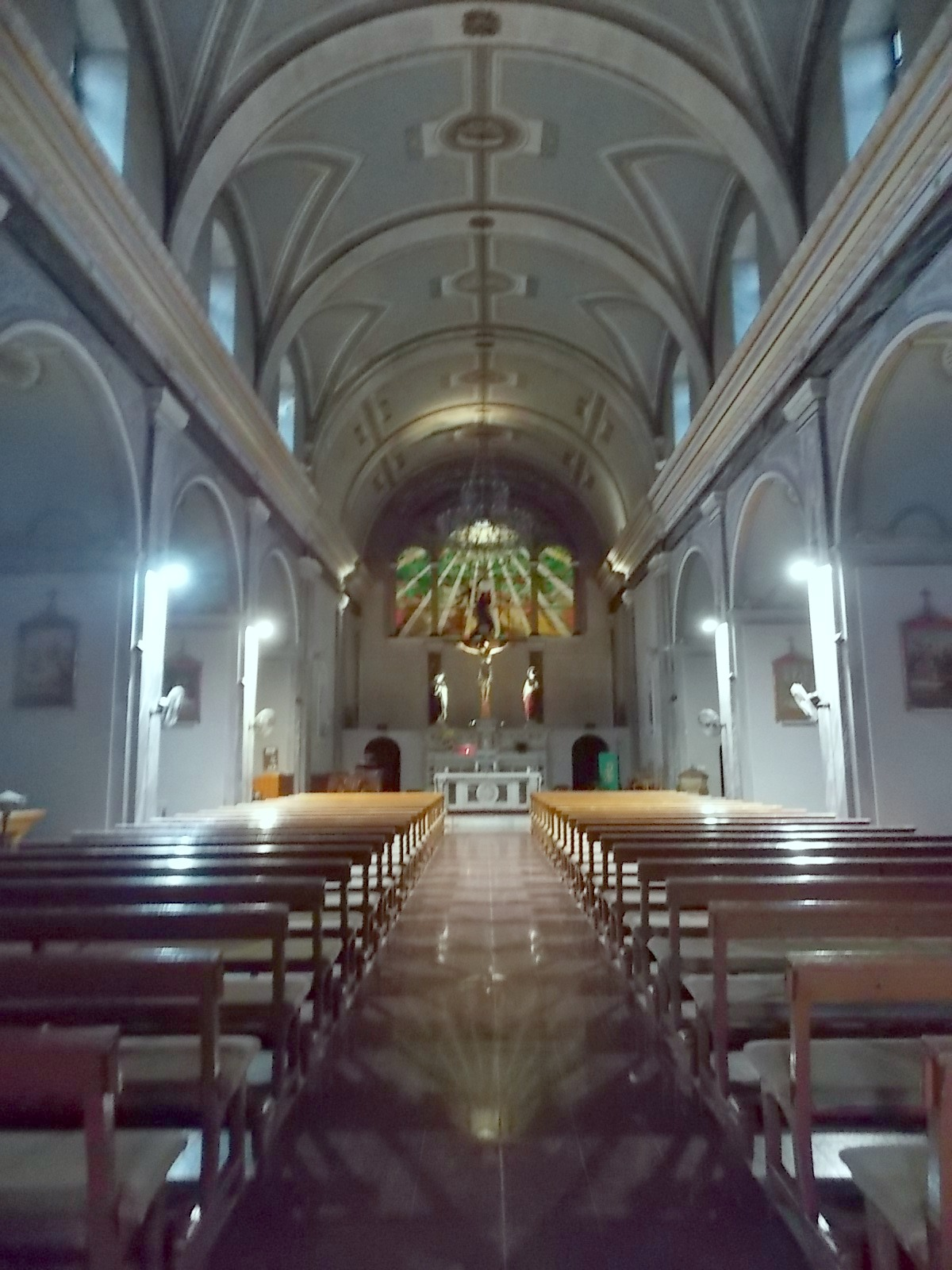
Heilig-Kreuz-Kirche (Innenraum)

Die Heilig-Kreuz-Kirche (griechisch Καθολικός Ναός του Τιμίου Σταυρού) ist eine römisch-katholische Kirche in Nikosia auf Zypern. Sie ist eine Pfarrkirche des Lateinischen Patriarchats von Jerusalem.
Die erste dem Heiligen Kreuz geweihte Kirche wurde 1642 erbaut und wurde bis zum Ende des neunzehnten Jahrhunderts als Kirche genutzt. Am 8. April 1900 wurde eine neue, dem Heiligen Kreuz geweihte Kirche gebaut, die zum Teil von der spanischen Königsfamilie und zum Teil von den Franziskanern der Kustodie des Heiligen Landes finanziell unterstützt wurde. Die offizielle Einweihung fand am 16. Februar 1902 statt. Ein Kloster neben der Kirche wurde 1959 wiederaufgebaut. Infolge der Zypernkonflikte von 1963/64 und 1974 wurde ein Teil des Zugangs zum Garten blockiert, da die Kirche in der Pufferzone zwischen Nikosia und Nord-Nikosia liegt. Sowohl der Hauptzugang zum Kloster als auch das Eingangstor zum Garten blicken auf das türkisch besetzte Gebiet und sind gesperrt. Aus diesem Grund wurde 1996 ein neuer, eigenständiger Eingang und ein neues Zugangstor errichtet. Im Garten wurde eine Lourdes-Grotte erbaut.
In der Kirche findet sich im ersten Bogen eine Marmortafel mit der lateinischen Inschrift:

“AEDEN HANC

TRIUMPHIS EXALTATAE CRUCIS

DEVOTAM

CATH. HISPANIARUM REGNI

SUMPTIBUS

FRANCISCALES TERRAE SANCTAE

NOVA EFIGENDA MOLITIONE

VETERI NIMIS QUE ANGUSTAE

SUFFICIENDAM

CENTENARIO JUBILARI ANNO

M CM”

Die heutige Pfarrgemeinde gehört zum Lateinischen Patriarchat von Jerusalem und wird von Mitgliedern aus fünfzig verschiedenen Nationen besucht, die Heilige Messen in acht verschiedenen Sprachen feiern.
Die Kirche und das Kloster befinden sich am Paphos Gate in Nikosia und unterstehen der Verwaltung der Ordensgemeinschaft der Franziskaner.